# Астанинская платформа
Астанинская платформа была создана после нескольких встреч членов сирийских оппозиционных сил в Астане. Платформу возглавляет сирийский политик Ранда Кассис.

## Хронология событий
- 9 апреля 2015 года: В ходе обсуждения Сирийского вопроса на пресс-конференции в Москве Кассис призвала президента Казахстана, Нурсултана Назарбаева, принять у себя сирийскую оппозицию для нового раунда переговоров[2], выбор был облоснован нейтралитетом Казахстана и хорошими отношениями с постоянными членами СоветаБезопасности ООН.[3]
- 21 апреля 2015: Назарбаев согласился провести новый раунд переговоров между сирийскими оппозиционными силами в Казахстане.[4]
- 1 мая 2015: Министр иностранных дел Казахстана Эрлан Идрисов и Кассис основали политическую платформу для сбора членов сирийской оппозиции в столице Казахстана, Астане, позже платформа будет известна как «политическая платформа Астаны».[5]
- 25-27 мая 2015 года: Проведён первый раунд переговоров при посредничестве Идрисова.[6]
- 28 мая 2015 года. Оппозиционные силы выступили с совместным заявлением, призывающим к постепенной смене власти, выводу всех иностранных боевиков, вовлечённых в конфликт, и освобождению всех политических заключённых. Они также попросили, чтобы Казахстан согласился принять их снова для второго раунда переговоров.[7]
- 17-18 сентября 2015 года: Центр политических и иностранных дел (CPFA), возглавляемый Фабьеном Бауссартом, организует конференцию под названием «Казахстанские мирные переговоры» совместно с правительством Казахстана в Астане.[8] Участниками конференции стали многочисленные лауреаты Нобелевской премии мира и другие известные политики, казахские политики, в числе которых Президент Назарбаев, Фабьен Бауссар и Ранда Кассис.[9] В ходе конференции Кассис попросила Назарбаева провести второй раунд переговоров в октябре, на что Президент согласился.[10][11]
- 2-4 октября 2015 года: Проведён второй раунд переговоров между сирийскими оппозиционными силами во главе с государственным секретарём Казахстана Гюльшар Абдескалковой и при посредничестве Бауссара и заместителя министра иностранных дел Казахстана Аскара Мусинова.[12][13]
- 5 октября 2015 года: участники второго раунда переговоров обнародовали совместное заявление, призывающее к реформе сирийской конституции и избирательному процессу.[14][15]
- 1 февраля — 23 марта 2016 года: политическая платформа Астаны приглашена специальным посланником ООН в Сирии Де Мистура, Стаффан принять участие в Женевских мирных переговорах 2016 года[16] вместе с другими оппозиционными силами, включая Московскую платформу, Высший комитет по переговорам (HNC).) и Каирскую платформу.[17][18]

## Учреждение сирийской конституционной комиссии
В марте 2017 года политическая платформа Астаны пригласила многочисленных сирийских учёных, конституционалистов и политических деятелей, чтобы начать разработку новой конституции для Сирии. Инициатива исходила от Кассис и впоследствии была поддержана МИДом России.
Проект сирийской конституции был завершён в июле 2017 года с помощью французского эксперта-конституциониста Ксавье Латура, бывшего министра иностранных дел Турции Ясара Якиса и бывшего министра иностранных дел Италии Джулио Терзи.

## Сирийский конгресс в Сочи
13 января 2018 года в Сочи состоялся Сирийский национальный конгресс, на котором для обсуждения различных вопросов собрались многочисленные представители разнообразных сирийских этнических групп и оппозиционных сил, включая платформу Астаны. Кассис подчеркнула важность создания конституционного комитета в целях содействия мирному процессу, с чем впоследствии согласились ООН и тройка Астаны — Россия, Иран и Турция.